# Samuel Goldwyn

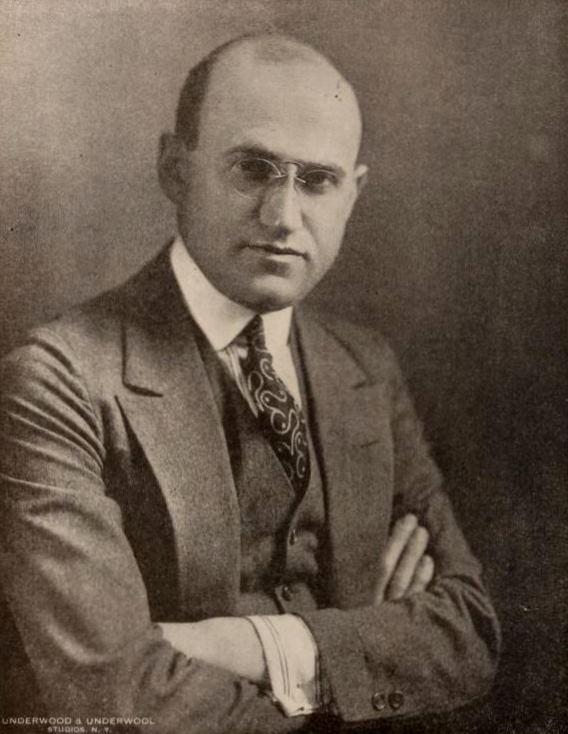
Retrat de 1919

Samuel Goldwyn (Varsòvia, 17 d'agost de 1879 − Los Angeles, 31 de gener de 1974) estatunidenc d'origen jueu de Polònia, que fou un dels creadors d’algunes de les productores cinematogràfiques més importants com la Paramount o la Metro-Goldwyn-Mayer.

## Biografia

### Primers anys
El seu nom original era Schmuel Gelbfisz. i va néixer a Varsòvia l’estiu de 1879, fill d’Aaron David Gelbfisz i Hannah Reban Jarecka, jueus hassídics. Era el gran de sis germans. El 1895 el seu pare va morir i poc després ell abandonà la família per anar primer a Hamburg on aprengué l’ofici de fabricar guants. Després continuà fins Anglaterra amb la idea d’arribar més tard als Estats Units. A Birmingham fou acollit per uns parents que el convenceren d’adoptar el nom de Samuel Goldfish per amagar els seu origen jueu.
El 1898, marxà als Estats Units però tement que les autoritats d'immigració no l'acceptessin es va dirigir a Nova Escòcia, Canadà. L'any següent ja a Nova York sense res a la butxaca. Les autoritats l’enviaren a Gloversville on malgrat tenir cap parent fou acollit per la comunitat jueva i va treballar primer en una fàbrica de guants i després, quan aprengué prou anglès, de venedor. Aviat va arribar a ser el millor venedor de l’Elite Glove Company i fou contractat per la competència com a encarregat de vendes. Allà proposà de casar-se a la filla del seu cap però ella preferí un actor i productor de vodevil anomenat Jesse L. Lasky. Els Lasky s’instal·laren a Nova York i Goldfish els visitava algunes vegades. En aquestes visites conegué Blanche, la germana de Jesse amb qui es casà el 1910. Amb ella tingué una filla, Ruth.

### Paramount Pictures
El 1913, Goldwyn junt amb el seu cunyat Jesse L. Lasky, Cecil B. DeMille i Arthur Friend formaren la companyia Jesse L. Lasky Feature Play Company, per produir llargmetratges. La primera pel·lícula que produïren fou "The Squaw Man" (1914) de Cecil B. DeMille. El 1914, la Paramount, una companyia distribuïdora de pel·lícules dirigida per W. W. Hodkinson, va signar un contracte amb l Jesse L. Lasky Company perquè els subministrés 36 pel·lícules a l'any. Un altre dels subministradors de la Paramount era la Famous Players Film Company d'Adolph Zukor i la Famous Players i la Lasky s'acabaren fusoinant el 1916 per crear la Famous Players-Lasky Corporation que anys després passà a anomenar-se la Paramount Pictures Corporation, un dels principals estudis de Hollywood. Zukor va passar a ser-ne el president, Lasky el vicepresident i Goldfish el director de la junta directiva i membre del comitè executiu.
Zukor assignà a Goldfish la responsabilitat de signar el nou contracte de Mary Pickford, aleshores en el zenit de la seva carrera. Les negociacions van ser dures i es produí una profunda antipatia entre productor i actriu, Goldfish s’havia equivocat d’adversari. Zukor prengué el bàndol de Pickford i aviat es produí un xoc entre els dos socis.

### Goldwyn Pictures Corporation
Degut a un seguit d'enfrontaments i a diferències de caràcter entre Goldfish i Zukor, Lasky va ser obligat a triar entre el seu antic cunyat, feia poc la seva germana s'havia divorciat, i Zukor, per lo que sis mesos després de la fusió Goldfish va ser forçat a abandonar la companyia. Poc després, el 19 de novembre de 1916, amb els 900.000 dòlars rebuts en ser acomiadat, Goldfish fundava la “Goldwyn Pictures Corporation” conjuntament amb Edgar i Archibald Selwyn, Arthur Hopkins, tots tres productors de Broadway, i l'escriptora Margaret Mayo, esposa d'Edgar Selwyn. El nom de la companyia provenia de la fusió dels dos cognoms (Goldfish i Selwyn). Edgar i Archibald eren propietaris d'una llarga llista de drets d'autors teatrals que podien ser aprofitats en la realització de les pel·lícules. Margaret Mayo esdevindria guionista i Arthur Hopkins director general. Aquesta companyia ja comptava amb la imatge del lleó que faria famosa la Metro-Goldwyn-Mayer.
Per a la nova companyia, Goldfish va contractar algunes grans actrius com Geraldine Farrar, Mabel Normand o Mae Marsh però a partir de 1917 va començar a tenir una sèrie de contratemps importants. Aquell any va produir “Thais” que esdevindria un dels majors fracassos financers del cinema mut. El gener de 1918, Goldfish va signar un contracte amb Raoul Walsh i el va anunciar prematurament, sense considerar que aquest li quedaven dos anys de contracte amb la Fox. Aquell 1918, Goldwyn va comprar la Triangle a Culver City, a Califòrnia, i aquell hivern hi traslladà la companyia. Finalment, també el 1918, sense consultar els seus socis, va decidir canviar-se el nom de Goldfish pel de Goldwyn. Aquest fet sumat al seu caràcter altament independent i a les pèrdues econòmiques va fer que els accionistes acabessin forçant el març del 1922 la seva sortida. Goldwyn era acomiadat per segon cop d'una companyia que havia fundat i que més tard es fusionaria per crear al Metro-Goldwyn-Mayer (MGM).

### Samuel Goldwyn Productions

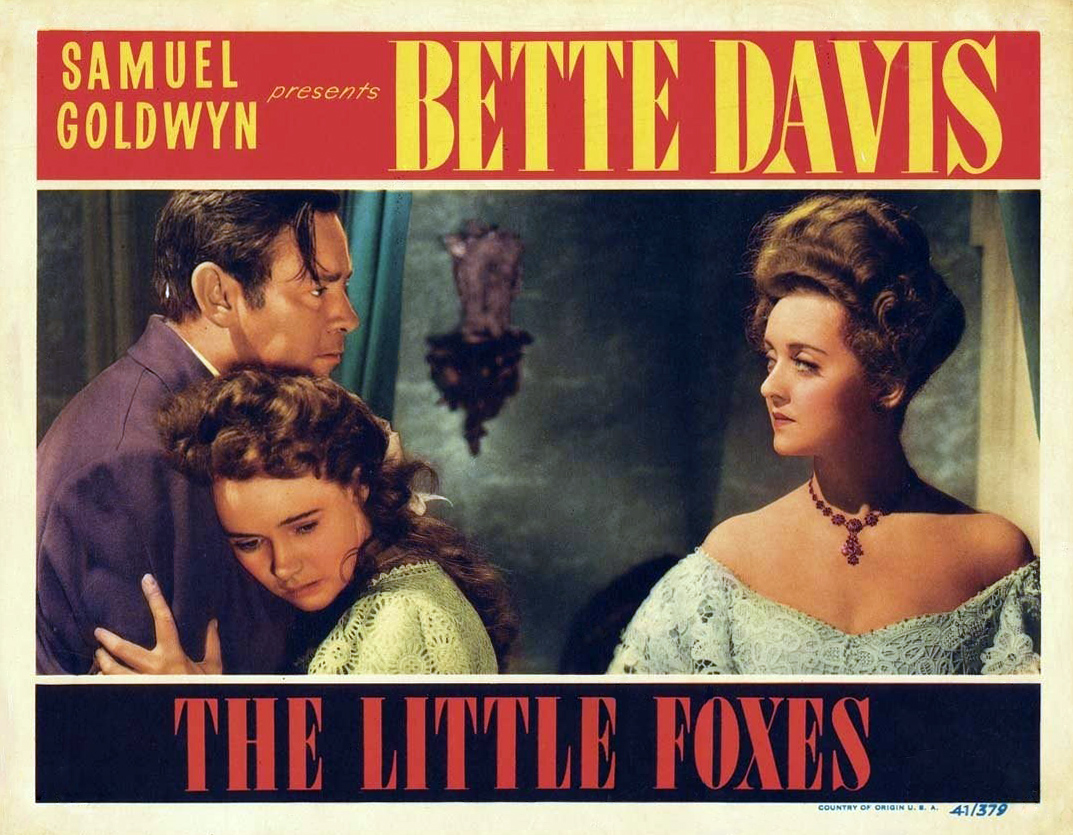
Pòster de "The Little Foxes", produïda per Goldwyn i que guanya vuit premis Oscar el 1941

Goldwyn va voler continuar produint pel·lícules, ara sota el seu nom de Goldwyn, però la MGM que havia pagat molts diners per la Goldwyn Pictures s'hi oposà i plantejà un plet. Al final s'arribà a un acord i la MGM li permetia usar el seu nou cognom en la producció sempre que hi afegís també el nom (Samuel). Goldwyn es retirà uns mesos per escriure les seves memòries que titulà "Behind the Screen" i que li reportaren uns beneficis de 100.000 dòlars. Amb aquests diners i els que havia obtingut en sortir de l'anterior productora fundà la Samuel Goldwyn Productions. La companyia només produïa pel·lícules i la seva distribució corria a càrrec de la United Artists fins al 1940 i a partir d'aleshores de la RKO. El 1925 es va casar amb l'actriu Frances Howard, amb qui romandria casat la resta de la seva vida. El seu fill, Samuel Goldwyn Jr., fou productor a la companyia del seu pare.

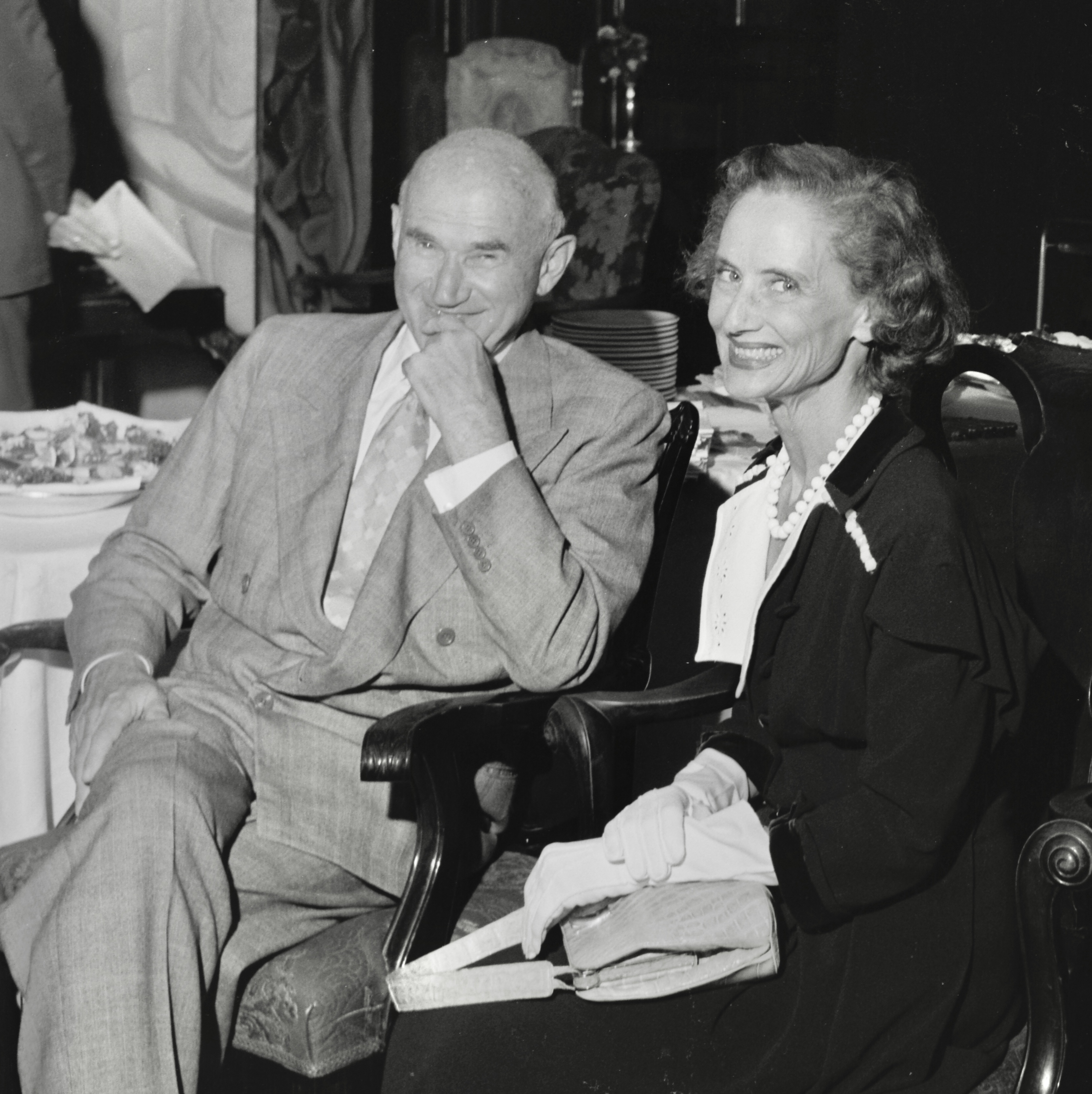
Samuel Goldwyn i Frances Howard. Fotografia de 1953.

Durant aquests anys va contribuir al llençament o va alimentar la fama de múltiples actors com Ronald Colman, Vilma Banky, Gary Cooper, Merle Oberon, David Niven, Barbara Stanwyck, Laurence Olivier, Danny Kaye, Sylvia Sidney i el seu gran descobriment que es va convertir en el seu famós desastre, Anna Sten; donant suport als millors directors de la seva època, des de John Ford, King Vidor i Howard Hawks fins a Rouben Mamoulian i William Wyler. Entre les pel·lícules produïdes per la Samuel Goldwyn Productions es poden esmentar "Arrosmith" (1931), nominada a l'Oscar en quatre categories diferents, "The Dark Angel" (1935), que aconseguí un Oscar a la millor direcció artística i tres nominacions més, "Dead End" (1937) que va obtenir quatre nominacions en la desena edició dels Oscars, "Wuthering Heights" (1939), que obtingué vuit nominacions guanyant l'Oscar a la millor fotografia "The Little Foxes" (1941) de William Wyller amb Bette Davis, que aconseguí nou nominacions, o "The Best Years of Our Lives" (1946), que aconseguí vuit premis Oscar de l'Acadèmia. Entre aquests Oscar la pel·lícula aconseguí finalment el de millor pel·lícula i durant aquella cerimònia Goldwyn rebé el premi Premi Irving G. Thalberg per les seves contribucions de tota una vida a la indústria cinematogràfica.
La seva darrera pel·lícula, amb 76 anys, fou "Porgy and Bess" (1959) basat en l'opera de Gershwin i durant el rodatge es produïren multitud d'incidents que retardaren i encariren la producció. Aquesta va ser un fracàs tan de públic com de crítica i es retirà de la feina activa. En la dècada dels 80, el Samuel Goldwyn Studio va ser venut a la Warner Bros. Goldwyn va morir d'un atac de cor a la seva casa de Los Angeles el 31 de gener de 1974 als 91 anys.

## Premis i distincions
Premis Oscar
| Any  | Categoria                      | Pel·lícula                         | Resultat  |
| ---- | ------------------------------ | ---------------------------------- | --------- |
| 1933 | Millor pel·lícula              | El Doctor Arrowsmith               | Nominat   |
| 1937 | Millor pel·lícula              | Desengany                          | Nominat   |
| 1938 | Millor pel·lícula              | Carreró sense sortida              | Nominat   |
| 1939 | Millor pel·lícula              | Cims borrascosos                   | Nominat   |
| 1941 | Millor pel·lícula              | La lloba                           | Nominat   |
| 1943 | Millor pel·lícula              | L'orgull dels ianquis              | Nominat   |
| 1946 | Millor pel·lícula              | Els millors anys de la nostra vida | Guanyador |
| 1958 | Premi Humanitari Jean Hersholt | Premi Humanitari Jean Hersholt     | Guanyador |

Altres
| Any  | Premi                             | Resultat  |
| ---- | --------------------------------- | --------- |
| 1947 | Irving G. Thalberg Memorial Award | Guanyador |
| 1958 | Premi Humanitari Jean Hersholt    | Guanyador |
| 1973 | Premi Cecil B. DeMille Award      | Guanyador |